# Arrondissement de Grand Dakar
Pour les articles homonymes, voir Dakar (homonymie).
La Commune de Grand Dakar est la plus petite des dix-neuf communes de la région de Dakar au Sénégal. Elle est située à l'est du département de Dakar, dans la région de Dakar avec sa superficie de 1,1 km². La densité de la population y est très forte ; en effet, la population de la commune était estimée à 55.713 habitants.

## Géographie

### Aperçu général
L’arrondissement de Grand Dakar fait partie du département de Dakar, lui-même inclus dans la région de Dakar au Sénégal. Sa superficie totale atteint environ 19 km² pour une population de 306 728 habitants recensés en 2013. Cela correspond à une densité de population de l’ordre de 16 229 hab./km².

#### Composition administrative
L’arrondissement de Grand Dakar est subdivisé en six communes d’arrondissement qui sont Biscuiterie, Dieuppeul Derké, Grand Dakar qui porte le même nom que l’arrondissement, Hann Bel-Air, HLM et Sicap-Liberté. Chaque commune constitue un quartier administratif de l’agglomération dakaroise.

##### Délimitation géographique de la commune de Grand Dakar
La commune est délimitée au nord par l’Avenue Bourguiba allant de la place de l’Unité africaine au Boulevard Dial Diop. Au sud, elle est délimitée par la Rocade Fann Bel Air entre la rue 13 et la rue 10, à l’est par l’Avenue Cheikh Ahmadou Bamba depuis la Rocade jusqu’à la rue Amadou Malick Gaye puis jusqu’aux Allées Cheikh Sidaty Aïdara avec un prolongement jusqu’à la place de l’Unité africaine. À l’ouest par le Boulevard Dial Diop entre l’Avenue Bourguiba et la Rocade Fann Bel Air.

La forte densité de population est liée au fait que Grand Dakar est une importante zone d’accueil.
|          | Parcelles Assainies |              |
| Almadies | Grand Dakar         | Baie de Hann |
|          | Dakar Plateau       |              |

## Relief et altitude
La commune de Grand Dakar présente un relief relativement plat avec une altitude moyenne d’environ 18 mètres, une altitude minimale de 7 mètres et une altitude maximale de 45 mètres au-dessus du niveau de la mer.

## Contexte urbain et fonctionnel
Créé en 1949, Grand Dakar est un quartier populaire à forte densité de population, aujourd’hui au cœur de l’urbanisme de la capitale. L’arrondissement constitue une zone d’accueil importante pour les populations venant du Sénégal rural et de pays voisins, et abrite diverses activités telles que le commerce de proximité, les services informels et l’artisanat urbain.

## Administration
L'arrondissement de Grand Dakar est constitué de six communes d'arrondissement.
| Commune d'Arrondissement | Population (2007) | Maire (2014-2019)   |
| ------------------------ | ----------------- | ------------------- |
| Biscuiterie              | 56 932            | Doudou Issa Niass   |
| Dieuppeul-Derklé         | 39 891            | Cheikh Gueye        |
| Grand Dakar              | 64 290            | Jean-Baptiste Diouf |
| Hann Bel-Air             | 40 246            | Babacar Mbengue     |
| HLM (Dakar)              | 46 722            | Babacar Sadikh Seck |
| Sicap-Liberté            | 47 134            | Santi Séne Hagne    |
| Total                    | 306 728           |                     |